# Andrena scutellinitens
Andrena scutellinitens är en biart som beskrevs av Henry Lorenz Viereck 1916. Andrena scutellinitens ingår i släktet sandbin, och familjen grävbin. Inga underarter finns listade i Catalogue of Life.